# ジョナサン・シルヴァーマン

## 人物
ジョナサン・シルヴァーマン（Jonathan Silverman, 1960年8月5日 - ）は、アメリカ合衆国出身の俳優である。ジョナサン・イーライヒュー・シルバーマン（1966年8月5日生まれ）はアメリカの俳優である。彼はコメディ映画『ブライトンビーチ・メモワール』、『ウィークエンド・アット・バーニーズ』、およびその続編『ウィークエンド・アット・バーニーズII』での役で知られている。

## 幼少期と教育
シルバーマンはカリフォルニア州ロサンゼルスのユダヤ人家庭に生まれました。父はラビのヒレル・エマニュエル・シルバーマン、母はデヴォラ（旧姓ハラバン）・シルバーマンです。祖父は著名な保守派ラビ、モリス・シルバーマンです。母はエルサレム出身で、彼女の家族はイスラエル建国以来そこに住んでいます。シルバーマンは1984年にビバリーヒルズ高校を卒業し、同級生だった デヴィッド・シュワイマーとは友人です。
シルバーマンは、映画『ガールズ・ジャスト・ウォント・トゥ・ハヴ・ファン』（1985年） 、 『ブライトン・ビーチ・メモワール』（1986年）（ニール・サイモンのユージーン三部作の最初の演劇の映画版） 、 『キャディシャックII』（1988年） 、 『ウィークエンド・アット・バーニーズ』（1989年） 、 『リトル・シスター』（1992年）、 『リトル・ビッグ・リーグ』（1994年）での役で知られている。彼は『ベートーヴェン・ビッグ・ブレイク』でエディ役を演じ、映画『ジャム』（2006年）で主演を務めた。

シルバーマンはテレビでキャリアを始め、1984年から1986年までシットコム「Gimme a Break!」に定期的に出演した。1995年から1997年まで、シルバーマンはNBCのテレビ シットコム 「The Single Guy 」で主役を演じた。 2000年代には、シットコム「In Case of Emergency」で主要キャストとして活躍した。と「Significant Mother」にも出演。また、「フレンズ」 (エピソード「The One with the Birth」)、 「CSI:マイアミ」、「サイク」「Hot in Cleveland」、 ホワイトカラー」「LAW & ORDER:性犯罪特捜班」に物議を醸すスタンダップコメディアンとして ゲスト出演した

## 私生活
シルバーマンは2007年から女優のジェニファー・フィニガンと結婚している。2人は2004年にバーベキューで出会った。 2人の間には娘が1人いる

## 慈善活動
2004年、シルバーマンはユダヤ人連盟への寄付を支援する米国初のテレビ広告キャンペーンに参加した。この番組では「ユダヤ人の伝統を称え、ユダヤ人コミュニティへの慈善寄付を促進する映画・テレビパーソナリティ」が特集され、グレッグ・グランバーグ、マーリー・マトリン、ジョシュア・マリナ、ケビン・ワイズマンなどが出演した

## 主な出演作品

### 映画
| 公開年 | 邦題 原題                                                              | 役名                           | 備考       |
| ------ | ---------------------------------------------------------------------- | ------------------------------ | ---------- |
| 1985   | ハイスクールはダンステリア Girls Just Want to Have Fun                 | ドリュー                       |            |
| 1986   | 想い出のブライトン・ビーチ Brighton Beach Memoirs                      | ユージーン・モリス・ジェローム |            |
| 1988   | ボールズ・ボールズ2/成金ゴルフマッチ Caddyshack II                     | ハリー                         |            |
| 1988   | 君がいた夏 Stealing Home                                               | アラン・アップルビー           |            |
| 1989   | ダイナマイト・セールスマン Traveling Man                               | ビリー・フォックス             | テレビ映画 |
| 1989   | バーニーズ/あぶない!?ウィークエンド Weekend at Bernie's                | リチャード・パーカー           |            |
| 1991   | 訴訟 Class Action                                                      | ブライアン                     |            |
| 1992   | 永遠に美しく… Death Becomes Her                                        | ジェイ・ノーマン               |            |
| 1992   | ブロードウェイ・バウンド Broadway Bound                                | スタンリー・ジェローム         | テレビ映画 |
| 1992   | アリッサ・ミラノ/言いだせなくて Little Sister                          | ボビー                         |            |
| 1992   | ホールド・オン・ミー Breaking the Rules                                | ボブ                           |            |
| 1993   | タイムアクセル12:01 12:01                                              | バリー・トマス                 | テレビ映画 |
| 1993   | バーニーズ2 Weekend at Bernie's II                                     | リチャード・パーカー           |            |
| 1995   | ブラインド・ウィットネス/猟奇レイプ犯 Sketch Artist II: Hands That See | グレン                         | テレビ映画 |
| 1995   | ネイキッド・ラブ French Exit                                           | デイヴィス                     |            |
| 1998   | おかしな二人2 The Odd Couple II                                        | ブルーシー・マディソン         |            |
| 1998   | リトル・セックス Just a Little Harmless Sex                            | ダニー                         |            |
| 1999   | フリーク・シティ Freak City                                            | レニー                         | テレビ映画 |
| 2000   | ダブルアクション The Inspectors 2: A Shred of Evidence                 | アレックス                     | テレビ映画 |
| 2001   | だって女優ですもの! These Old Broads                                   | ウェズリー・ウエストボーン     | テレビ映画 |
| 2002   | ぼくの家族はママとママ Bobbie's Girl                                   | デヴィッド・ルイス             | テレビ映画 |
| 2006   | 童貞ペンギン Farce of the Penguins                                     | Seal Critics                   | 声の出演   |
| 2006   | ローラ・スマイルズ Laura Smiles                                        | ポール                         |            |
| 2007   | マスク・オブ・デビル Jekyll                                            | Lanyon                         |            |
| 2014   | ハングオーバーゲーム The Hungover Games                                | Chineca Lame                   |            |

### テレビシリーズ
| 放映年    | 邦題 原題                                                  | 役名                       | 備考         |
| --------- | ---------------------------------------------------------- | -------------------------- | ------------ |
| 1984-1986 | Gimme a Break!                                             | ジョナサン・マックスウェル | 16エピソード |
| 1995      | フレンズ Friends                                           | Dr. Franzblau              | 1エピソード  |
| 1995-1997 | The Single Guy                                             | ジョナサン・エリオット     | 40エピソード |
| 2004      | CSI:マイアミ CSI: Miami                                    | ジェイ・シーヴァー         | 1エピソード  |
| 2007      | In Case of Emergency                                       | ハリー・ケニソン           | 13エピソード |
| 2007      | 女検察官アナベス・チェイス Close to Home                   | ピート                     | 3エピソード  |
| 2008      | NUMBERS 天才数学者の事件ファイル Numb3rs                   | カート・ヤング             | 1エピソード  |
| 2008      | サイク/名探偵はサイキック? Psych                           | ライアン                   | 1エピソード  |
| 2010      | ミディアム 霊能者アリソン・デュボア Medium                 | マット                     | 1エピソード  |
| 2011      | ホワイトカラー White Collar                                | ジェラルド・ジェイムソン   | 1エピソード  |
| 2013      | Monday Mornings                                            | ジョン・リバーマン         | 5エピソード  |
| 2014      | LAW & ORDER:性犯罪特捜班 Law & Order: Special Victims Unit | ジョシュ・ギャロウェイ     | 1エピソード  |